# 龍王峡駅

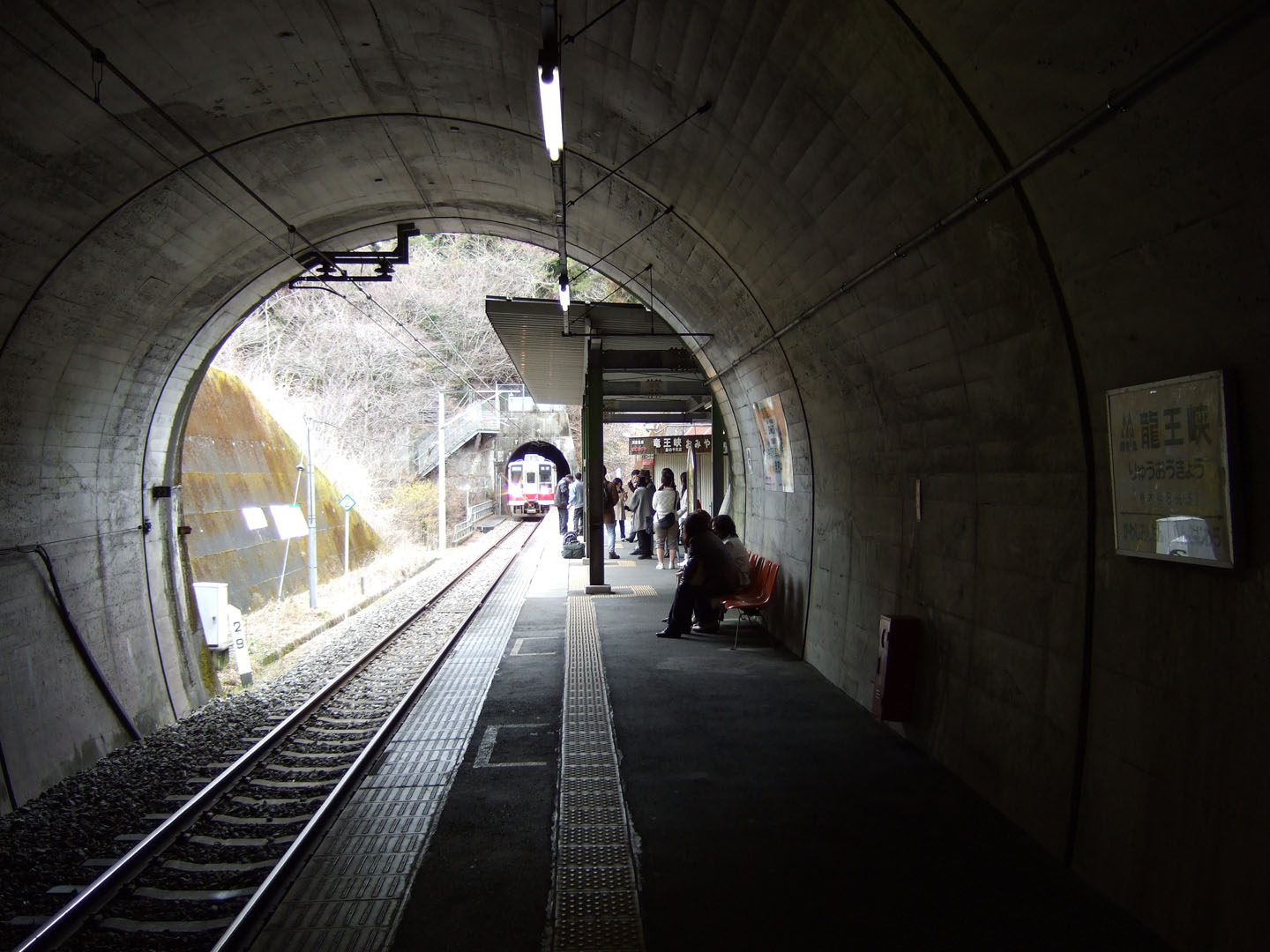
ホームの半分はトンネル内にある（2007年3月）

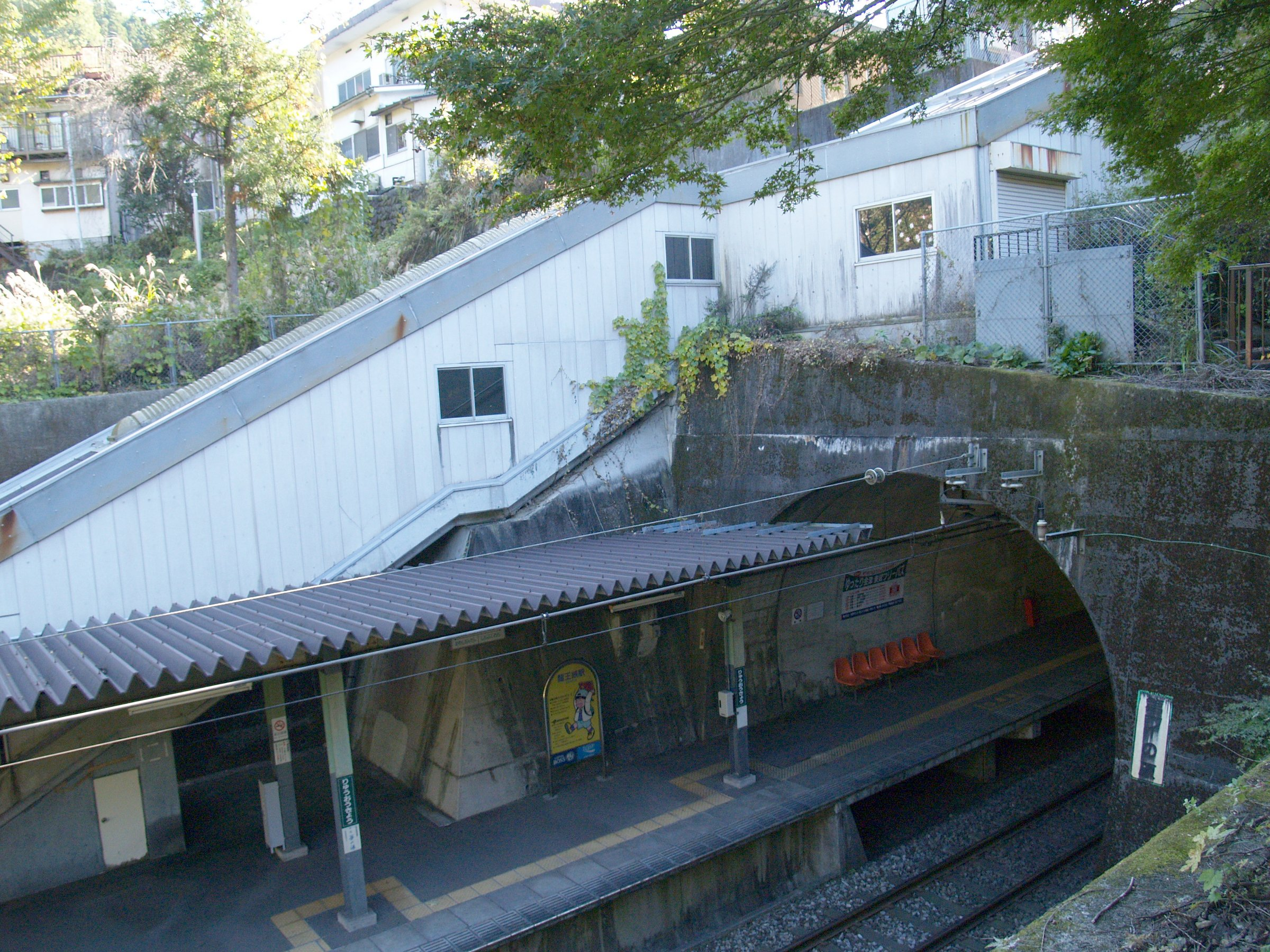
線路脇から見たホーム（2011年10月）

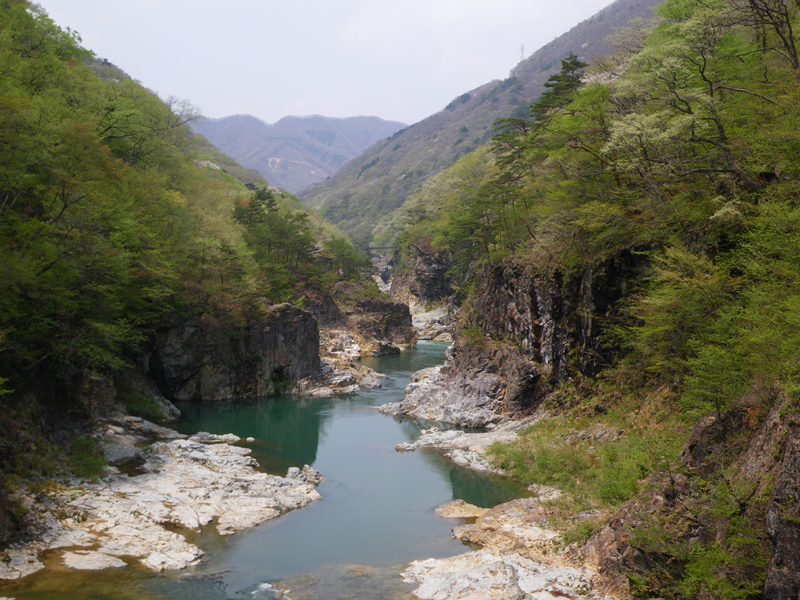
龍王峡

龍王峡駅（りゅうおうきょうえき）は、栃木県日光市藤原にある野岩鉄道会津鬼怒川線の駅。

## 歴史
- 1986年（昭和61年）10月9日 - 開業[1][2]。

## 駅構造
単式ホーム1面1線を有する地上駅。ホームの半分（新藤原寄り）は第一イの原トンネル内にある。
駅入口に「臨時きっぷうりば」があり、日中時間帯のみ駅員が配置されている。

## 利用状況
2016年度の年間乗車人員は24,109人である。したがって、同年度の一日平均乗車人員は66人である。
近年の年度別乗車人員の推移は下表のとおりである。
| 年度               | 乗車人員 | 一日平均 乗車人員 |
| ------------------ | -------- | ----------------- |
| 2008年（平成20年） | 32,192   | 88                |
| 2009年（平成21年） | 26,050   | 71                |
| 2010年（平成22年） | 19,680   | 54                |
| 2011年（平成23年） | 18,013   | 49                |
| 2012年（平成24年） | 21,157   | 58                |
| 2013年（平成25年） | 21,079   | 58                |
| 2014年（平成26年） | 24,532   | 67                |
| 2015年（平成27年） | 19,226   | 53                |
| 2016年（平成28年） | 24,109   | 66                |

## 駅周辺
- 駅から徒歩すぐの場所に龍王峡があり、駅周辺には食堂や土産物店が並ぶ。
- 国道121号

## バス路線
当駅の最寄りとなる停留所は「龍王峡入口」である。
| 乗り場     | 系統               | 主要経由地               | 行先         | 運行事業者   | 備考 |
| ---------- | ------------------ | ------------------------ | ------------ | ------------ | ---- |
| 龍王峡入口 | 鬼怒川温泉女夫渕線 | 川治温泉駅、川俣温泉     | 女夫渕       | 日光市営バス |      |
| 龍王峡入口 | 湯西川線           | 川治温泉駅、湯西川温泉駅 | 湯西川温泉   | 日光交通     |      |
| 龍王峡入口 | 鬼怒川温泉女夫渕線 | 新藤原駅、鬼怒川公園駅前 | 鬼怒川温泉駅 | 日光市営バス |      |
| 龍王峡入口 | 湯西川線           | 藤原、鬼怒川公園駅       | 鬼怒川温泉駅 | 日光交通     |      |

## 隣の駅
野岩鉄道
■会津鬼怒川線
- ■特急「リバティ会津」停車駅

□快速「AIZUマウントエクスプレス」・■区間快速・■普通
新藤原駅 - 龍王峡駅 - 川治温泉駅